# سنايبر إليت 4
سنايبر إليت 4 (بالإنجليزية: Sniper Elite 4)‏، هي لعبة فيديو إلكترونية من نوع تصويب تكتيكي وتسلل، وهي من تطوير ريبيلين ديفلوبمنتز، وهي الجزء الرابع من سلسلة سنايبر إليت، وتعمل لأنظمة مايكروسوفت ويندوز وبلاي ستيشن 4 وإكس بوكس ون، صدرت في الأسواق العالمية بتاريخ 14 فبراير 2017م، وتدور قصة اللعبة أثناء الحرب العالمية الثانية في إيطاليا أثناء الحكم الفاشي، وتهدف شخصية البطل بتحرير الأراضي الإيطالية من قبضة القوات الدفاع الألماني وحليفها الفاشي.